# Kokarda osinatá
Kokarda osinatá (Gaillardia aristata) je středně vysoká, vytrvalá bylina s výraznými květy, jeden z asi 15 druhů rodu kokarda. Pochází pravděpodobně ze severozápadních prérií Spojených států amerických, kde byla prvně popsána v roce 1806 v podhůří Skalnatých hor.

## Rozšíření
Pro své květy a nenáročnost se začala kokarda osinatá, jako okrasná rostlina, hojně pěstovat téměř po celém světě. V mnoha zemích unikla ze zahradnických podniků a zahrad do volné přírody, kde se však nechová invazně. V přírodě České republiky se nevyskytuje.
V současnosti je vytrvalá kokarda pěstovaná v Evropě ve skutečnosti kříženec, kokarda velkokvětá (Gaillardia x grandiflora), která vznikla s největší pravděpodobností křížením kokardy osinaté s kokardou sličnou. Tento hybrid občas zplaňuje a dostává se i do české přírody.

## Ekologie
Kokarda osinatá je rostlina, která každým rokem po odkvětu zatahuje a znovu vyrůstá až dalším rokem. Přestože je považována za vytrvalou rostlinu, je-li na jednom místě, schopnost kvést většinou po třech letech ztrácí nebo ji má zmenšenou.
Ve své domovině roste na suchých, plně osluněných stanovištích s propustnou a humózní půdou až do nadmořské výšky 2900 m. Neprospívají ji těžké, jílovité nebo zamokřené půdy. Rostlina je za vlhkého počasí náchylná na padlí a houbovitou skvrnitost listů. Je mrazuvzdorná, dobře přezimuje při teplotách do -40 °C.

## Popis
Vytrvalá rostlina s květnou lodyhou vyrůstající v trsu z tenkého kořene do výše až 80 cm. Lodyha se od spodu větví a je porostlá střídavými listy, které mají buď krátké řapíky nebo jsou poloobjímavě přisedlé. Jejich široce kopinaté až vejčité, nepravidelně laločnaté či celokrajné čepele bývají 5 až 15 cm dlouhé a 1 až 3 cm široké. Listy jsou sytě zelené, po okraji zubaté, na vrcholu špičaté a z obou stran jemně chlupaté; bývají tvarově i rozměrově dosti variabilní.
Na koncích lodyh i větví vyrůstají na stopkách květné úbory široké až 8 cm. Vnitřní oboupohlavné květy (v počtu 60 až 120) mají trubkovité, nejčastěji načervenalé pěticípé koruny. Okrajové samičí květy (v počtu 12 až 18) jsou jazykovité s trojklanými ligulami, 15 až 35 mm dlouhými, které bývají žluté nebo žlutočervené. Zákrov je tvořen 25 až 40 vejčitými, chlupatými listeny. Rostliny kvetou od června do září. Plody jsou ochmýřené nažky, 3 až 6 mm dlouhé, které jsou rozptylovány větrem. Ploidie druhu je 2n = 34.
Rostliny se v přírodě rozšiřují hlavně semeny (nažkami), lze je také množit na podzim dělením trsů nebo na jaře bylinnými řízky.

## Použití
Kokarda osinatá je vhodnou rostlinou na záhony trvalek, obruby chodníků i do skalek s vyššími rostlinami. Pokud se včas odstraňují stonky s odkvetlými květy, vyrostou nové lodyhy a pokvete až do zámrazu. Dobře roste v kontejnerech, lze ji výhodně používat i k řezu.

## Galerie

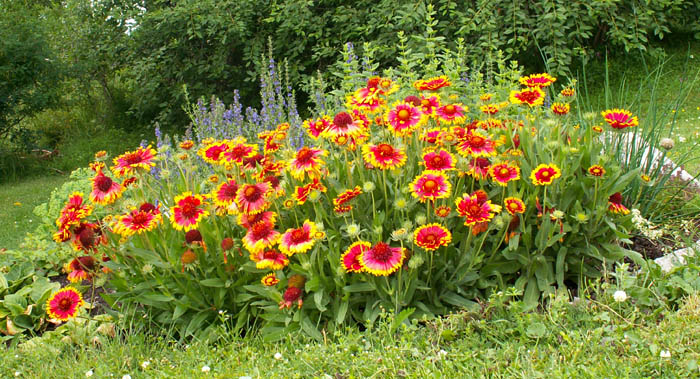
Kultivar 'Kobold'
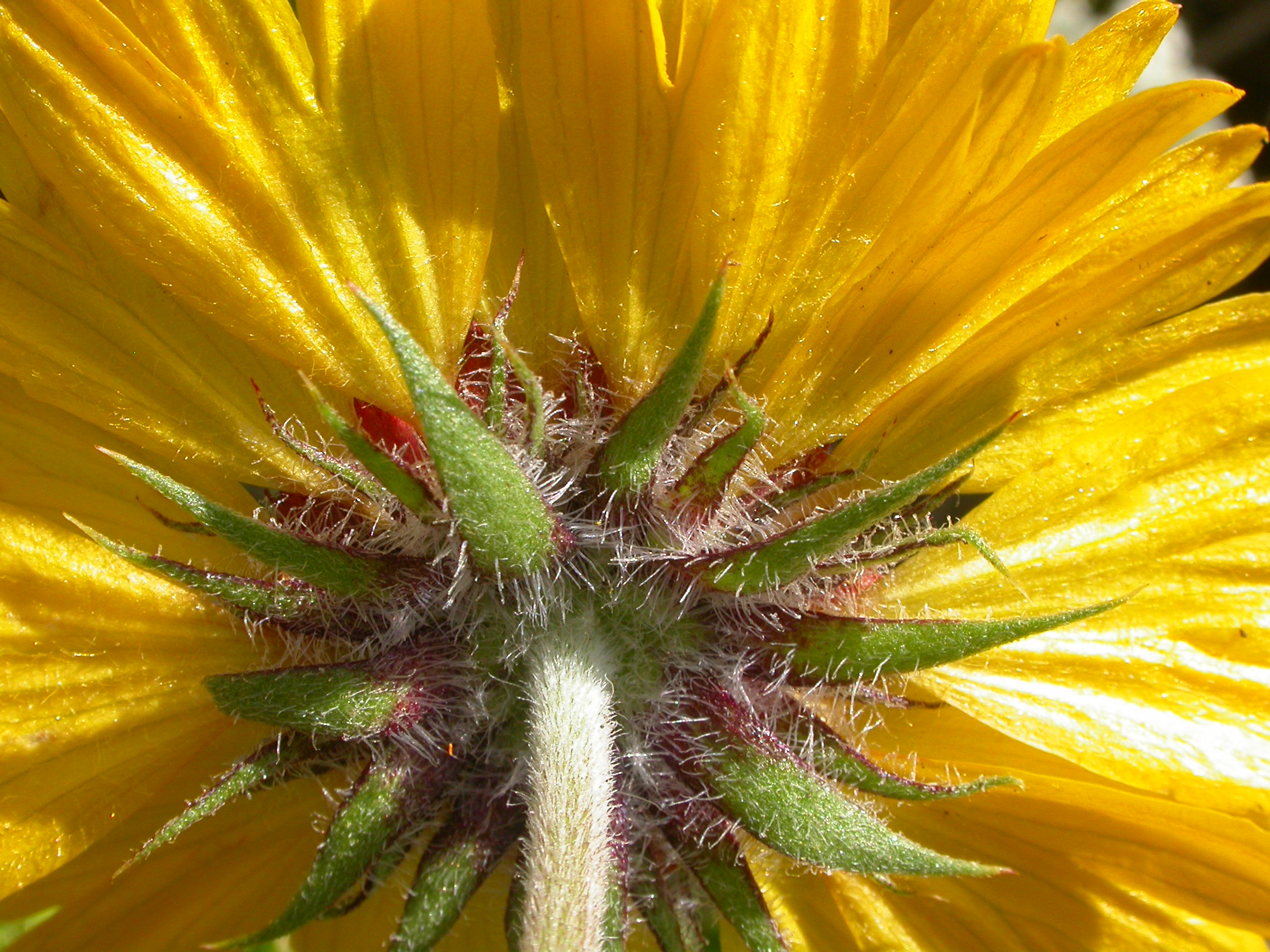
Zákrov
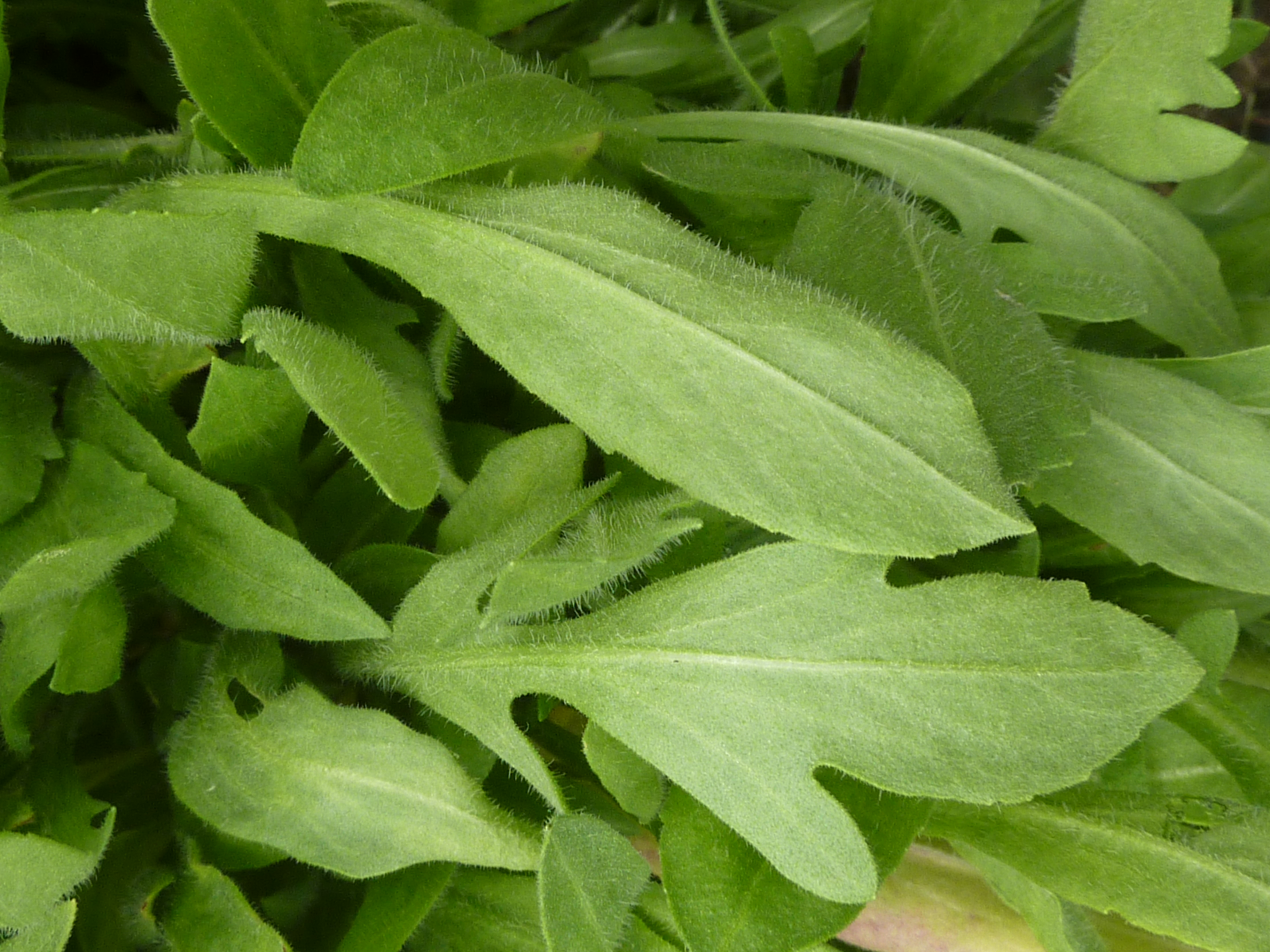
Listy
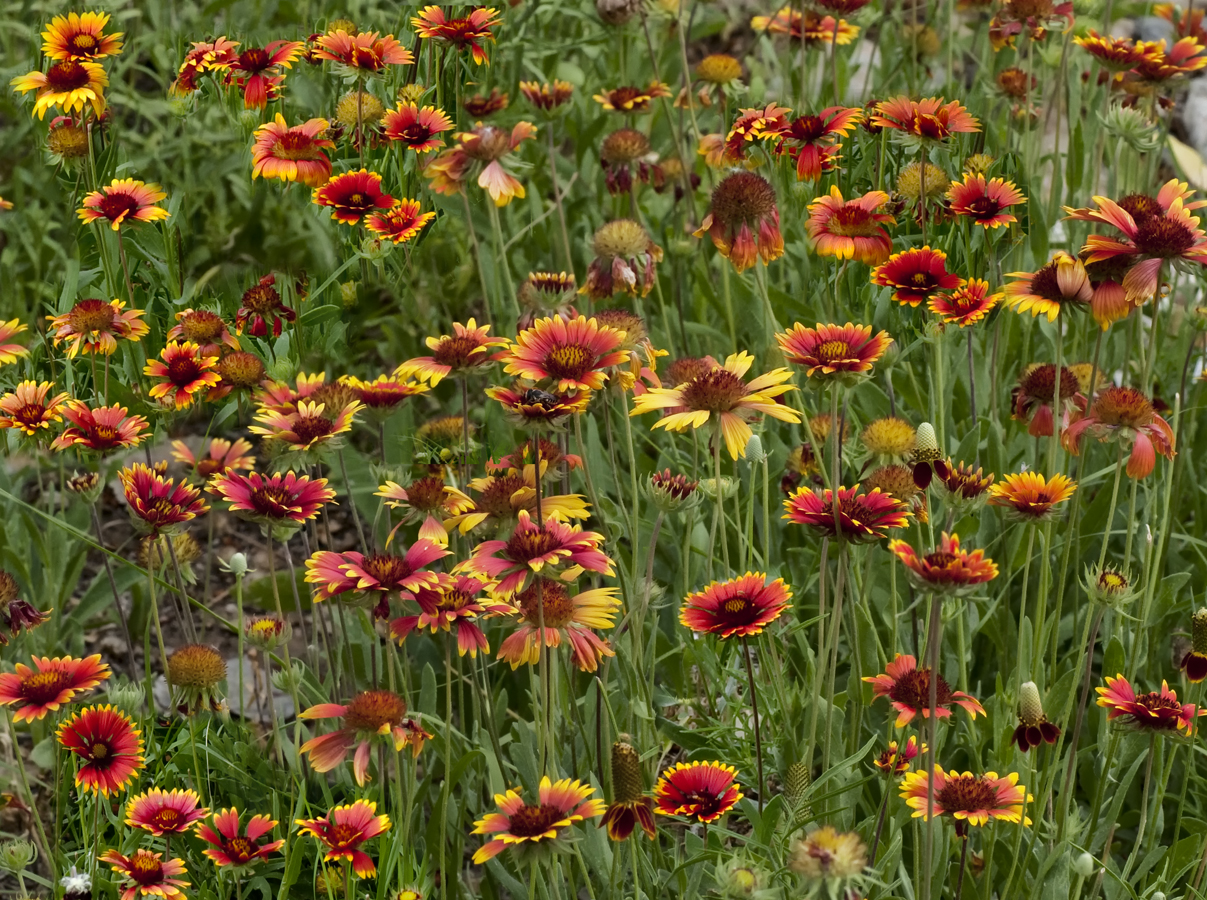
Rozkvetlý záhon